# Habroloma nanum
Habroloma nanum är en skalbaggsart som först beskrevs av Gustaf von Paykull 1799.  Habroloma nanum ingår i släktet Habroloma, och familjen praktbaggar. Arten är reproducerande i Sverige.